# Franco Maria Malfatti
Pour les articles homonymes, voir Malfatti.
Franco Maria Malfatti  né le 13 juin 1927 à Rome et mort le 10 décembre 1991 dans la même ville, est un homme d'État italien membre de la Démocratie chrétienne.

## Biographie
Franco Maria Malfatti est député de la circonscription de Pérouse entre 1958 et 1991, sauf de 1970 à 1972.
Il entre au gouvernement en 1969, comme ministre des Participations de l'État, puis devient en mars 1970 ministre des Postes et des Télécommunications. Il démissionne au bout de six mois afin de prendre la présidence de la Commission européenne, étant le premier Italien à l'occuper.
Il renonce à ces fonctions en mars 1972 afin d'être candidat aux élections générales. ministre de l'Éducation de 1973 à 1978, il enchaîne ensuite deux ministères régaliens : les Finances jusqu'en 1979, puis les Affaires étrangères jusqu'en 1980.
Franco Maria Malfatti meurt à Rome le 10 décembre 1991 à l'âge de 64 ans.

## Décorations
- Chevalier grand-croix de l'ordre du Mérite de la République italienne
- Médaille du mérite de la culture et de l'art